# NGC 7744
NGC 7744 este o galaxie lenticulară situată în constelația Phoenix. A fost descoperită în 5 septembrie 1834 de către John Herschel.